# CACNG7
CACNG7 (англ. Calcium voltage-gated channel auxiliary subunit gamma 7) – білок, який кодується однойменним геном, розташованим у людей на довгому плечі 19-ї хромосоми. Довжина поліпептидного ланцюга білка становить 275 амінокислот, а молекулярна маса — 31 003.
| 10         |  | 20         |  | 30         |  | 40         |  | 50         |
| ---------- |  | ---------- |  | ---------- |  | ---------- |  | ---------- |
| MSHCSSRALT |  | LLSSVFGACG |  | LLLVGIAVST |  | DYWLYMEEGT |  | VLPQNQTTEV |
| KMALHAGLWR |  | VCFFAGREKG |  | RCVASEYFLE |  | PEINLVTENT |  | ENILKTVRTA |
| TPFPMVSLFL |  | VFTAFVISNI |  | GHIRPQRTIL |  | AFVSGIFFIL |  | SGLSLVVGLV |
| LYISSINDEV |  | MNRPSSSEQY |  | FHYRYGWSFA |  | FAASSFLLKE |  | GAGVMSVYLF |
| TKRYAEEEMY |  | RPHPAFYRPR |  | LSDCSDYSGQ |  | FLQPEAWRRG |  | RSPSDISSDV |
| SIQMTQNYPP |  | AIKYPDHLHI |  | STSPC      |  |            |  |            |

A: Аланін

C: Цистеїн

D: Аспарагінова кислота

E: Глутамінова кислота

F: Фенілаланін

G: Гліцин

H: Гістидин

I: Ізолейцин

K: Лізин

L: Лейцин

M: Метіонін

N: Аспарагін

P: Пролін

Q: Глутамін

R: Аргінін

S: Серин

T: Треонін

V: Валін

W: Триптофан

Кодований геном білок за функціями належить до іонних каналів, потенціалзалежних каналів, фосфопротеїнів. 
Задіяний у таких біологічних процесах, як транспорт іонів, транспорт, транспорт кальцію. 
Білок має сайт для зв'язування з іоном кальцію. 
Локалізований у мембрані.